# Sissy Metzschke

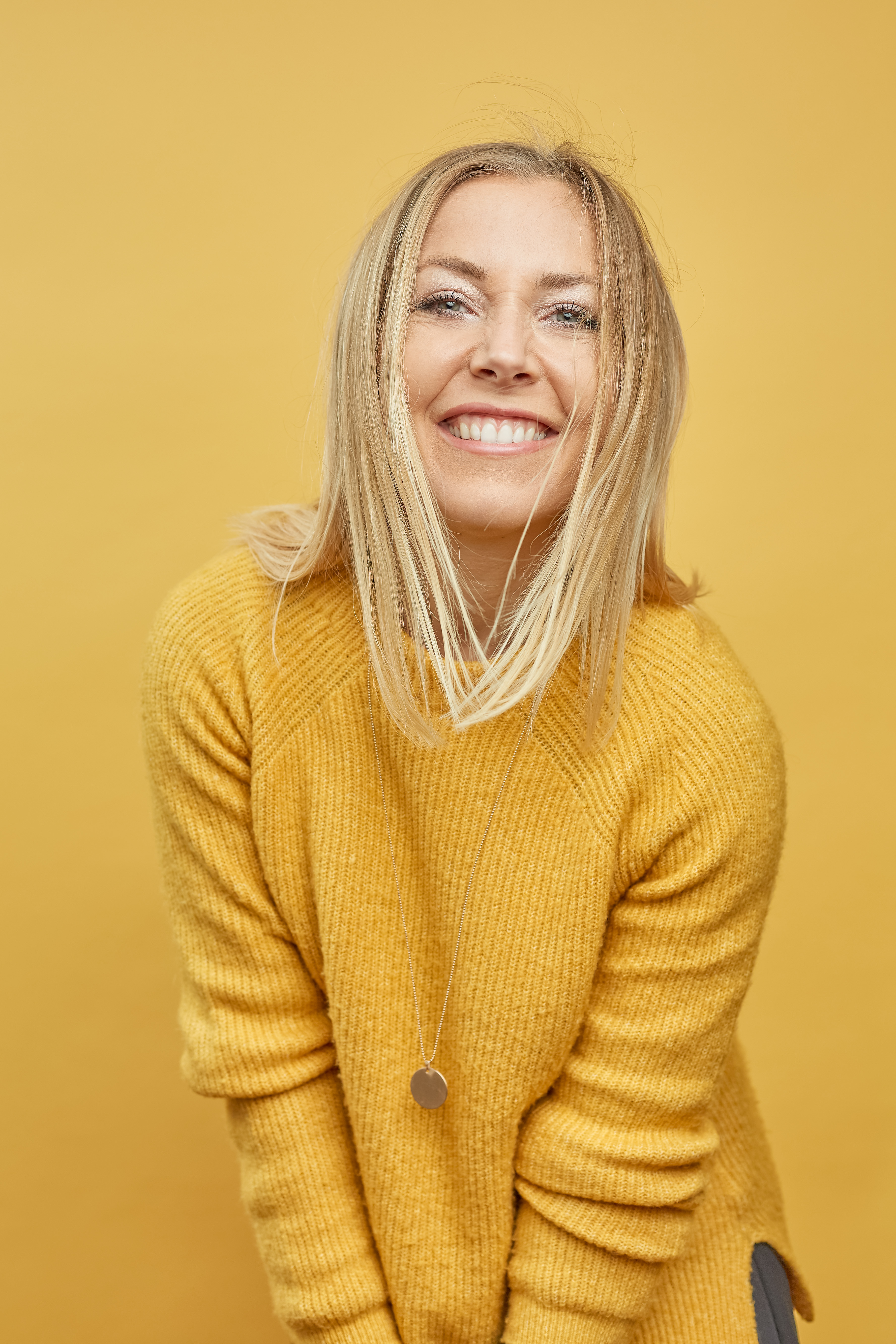
Sissy Metzschke (2017)

Sissy Metzschke (* 12. September 1984 in Halle (Saale)) ist eine deutsche Radio- und Fernsehmoderatorin.

## Leben
Metzschke wuchs in Halle (Saale) auf. Nach dem Abitur arbeitete sie für ein Jahr als Sportentertainerin im Robinson Club Esquinzo Playa auf Fuerteventura, kehrte dann aber für ein Praktikum beim Radiosender MDR Jump nach Halle zurück. Parallel dazu begann sie ein Studium der Medien- und Kommunikationswissenschaften und Amerikanistik/Anglistik an der Martin-Luther-Universität Halle-Wittenberg, welches sie mit dem Grad Magister Artium abschloss. Im Zuge dieses Studiums zog sie erneut in die USA, wo sie für ein Semester an der San Diego State University studierte. Während der Zeit in San Diego kreierte sie Radiobeiträge über das Leben in Kalifornien für MDR Sputnik. Nach dem Abschluss ihres Studiums arbeitete sie mehrere Semester als Dozentin für Medienpraxis an der Martin-Luther Universität.
Seit 2005 ist sie als Moderatorin für den Mitteldeutschen Rundfunk tätig. Während ihrer Studienzeit moderierte sie gemeinsam mit Alex Buchwald und Stephan Michme die Morgensendung „Sputnik Dein Morgen“. Seit 2010 moderiert sie bei MDR Sputnik die Musikspezialsendung „Sputnik Popkult“. Seit 2017 ist sie samstags für Deutschlandfunk Nova als Reporterin mit der „Wissensbundesliga“ unterwegs. Als Youtube-Reporterin ist sie für den MDR auf verschiedenen Festivals unterwegs, besuchte Dirk Nowitzki in Dallas und begleitete Radiokonzerte mit Clueso, den Beatsteaks, Casper. Im MDR-Fernsehen war sie u. a. als Reporterin bei Voss und Team, als Gastgeberin der Sputnik Litpop, im Festivalsommer, sowie in der Dokumentation „Wir sind so gut! Die Deutschen und ihr Fleiß“ zu sehen. Im Juli 2017 etablierte MDR Sputnik das Youtube-Format „Illegale Fragen“, in dem sie jeden Donnerstag einen anderen Künstler interviewt. Im Herbst 2017 interviewte sie Angela Merkel beim „Kanzlercheck“ der jungen Wellen der ARD. Im selben Jahr moderierte sie gemeinsam mit Chris Guse von „Radio Fritz“ den New Music Award in Berlin. Im August 2024 wurde Metzschke Programmchefin von MDR Jump.
Zudem moderiert sie verschiedene Events, wie Ted Talks, Campusfeste, Awardverleihungen oder Podiumsdiskussionen wie im November 2018 für die Europäische Kommission in Köln.